# Raimbeaucourt
Raimbeaucourt é uma comuna francesa na região administrativa de Altos da França, no departamento do Norte. Estende-se por uma área de 11.08 km². Em 2010 a comuna tinha 4 060 habitantes (densidade: 366,4 hab./km²).